# 魏養蒙
魏養蒙（1560年—1622年），字以貞，號惺吾，河南河南府洛陽縣人，民籍，明朝政治人物。

## 生平
萬曆七年（1579年）己卯科河南鄉試第十五名，十四年（1586年）丙戌科會試一百九十六名，登二甲第五十名進士。吏部观政，知解州，岁祲赈贷，民免流徙。二十一年（1593年）迁刑部贵州司员外郎，有游僧借内使爲径，冒破庾金數萬，居間甚衆，終执法不贷。二十三年升刑部郎中，二十六年遷湖廣參議監軍，征賊，单车就道，运筹劳苦。又遷本省副使監軍，征五靖叛贼，擒元凶，余衆不问。二十七年調四川，升右參政，三十二年升按察使，三十六年以功歴遷山西右布政使，督粮储道。三十七年己酉（1609年），升山西巡撫右副都御史，四十年擢兵部右侍郎，四十一年正月署协理京营戎政印信，告病里居。
天啓元年（1621年）閏二月起南京户部右侍郎兼右佥都御史，总督粮储，本年升户部尚書，复以功加太子太保，天啓二年改南京兵部尚书，终不出而卒。

## 家族
曾祖魏鳳；祖父魏賢，曾任恩例壽官；父魏有孚，曾任訓導。母葉氏。重庆下。弟养大（生员）、养鱗、养翼。